# Матсі (Риуге)
Матсі (ест. Matsi) — село в Естонії, входить до складу волості Риуге, повіту Вирумаа.